# Денисов, Виталий Геннадьевич
Вита́лий Генна́дьевич Дени́сов (узб. Vitaliy Gennadyevich Denisov; род. 23 февраля 1987, Ташкент) — узбекский и российский футболист, защитник. Выступал за сборную Узбекистана.

## Клубная карьера
Родился 23 февраля 1987 года в Ташкенте. Его отец Геннадий Денисов — игрок ташкентского «Пахтакора» (1979—1991), тренер. Виталий Денисов является воспитанником ДЮСШ «Пахтакор», за который играл его отец.
Своё футбольное образование заканчивал уже в московской «Академике», после чего был приглашён в ЦСКА. Вскоре получил серьёзную травму — перелом пятой плюсневой кости, после чего не играл полгода. Затем восстановился, играл за дубль, был «под основой», провёл два матча в Кубках России в которых выходил на замену, но вследствие высокой конкуренции пробиться в основной состав не смог.
В 2006 году ЦСКА отдал Денисова нижегородскому «Спартаку», клубу из первого дивизиона на правах аренды.
В 2007 году перешёл в украинский «Днепр», подписав контракт на 3 года. В Высшей лиге дебютировал 3 марта 2007 года в домашнем матче против «Ильичёвца» (1:1).

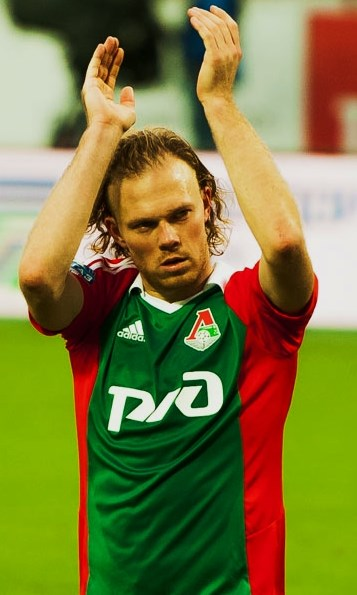
В составе «Локомотива» (2014 год)

14 января 2013 года подписал контракт с московским «Локомотивом». 5 августа года забил первый гол в матче против «Краснодара» (3:1). 26 августа «Локомотив» одержал победу над «Ростовом» (5:0). Денисов в том матче отметился тремя голевыми передачами. Всего за сезон отдал шесть голевых передач — больше, чем любой другой защитник Премьер-лиги.
21 августа 2018 года перешёл в самарские «Крылья Советов» на правах аренды до конца сезона.
20 июня 2019 года подписал с казанским «Рубином» однолетний контракт. 11 января 2020 года контракт был расторгнут по обоюдному согласию сторон.
16 января 2020 года перешёл в «Ротор», а 18 июня покинул команду. 20 сентября подписал контракт до конца сезона с клубом ФНЛ «Томь».
8 июня 2021 года стал игроком калининградской «Балтики». Дебют за новый клуб состоялся 10 июля 2021 года в гостевом матче против «Факела» (3:3). В декабре 2021 года расторг с клубом контракт по обоюдному соглашению сторон.
Летом 2022 года 35-летний футболист заключил соглашение до конца сезона с узбекской «Согдианой». Новым клубом Денисова в январе 2023 года стал АГМК, с которым он подписал контракт сроком на один год.
С января 2024 года — игрок «Бухары», выступающей в Про-лиге Узбекистана.

## Карьера в сборной
С 2006 года выступает за сборную Узбекистана. Дважды — в 2007 и 2015 годах — принимал участие в финальных турнирах Кубка Азии, на каждом турнире сыграл по 4 матча. По состоянию на 11 января 2019 года сыграл в составе сборной в 72 матчах и забил один гол.

## Достижения

### Командные
ЦСКА (Москва)
- Обладатель Кубка России (2): 2004/05, 2005/06
- Обладатель Кубка УЕФА: 2004/05

«Локомотив» (Москва)
- Чемпион России: 2017/18
- Бронзовый призёр чемпионата России: 2013/14
- Обладатель Кубка России (2): 2014/15, 2016/17

### Личные
- Футболист года в Узбекистане: 2013
- В списках 33 лучших футболистов чемпионата России (3): № 1 — 2013/14, 2015/16, № 2 — 2016/17

## Клубная статистика
| Сезон            | Клуб                   | Чемпионат | Чемпионат | Кубок | Кубок | Контин. | Контин. | Всего | Всего |
| Сезон            | Клуб                   | Игры      | Голы      | Игры  | Голы  | Игры    | Голы    | Игры  | Голы  |
| ---------------- | ---------------------- | --------- | --------- | ----- | ----- | ------- | ------- | ----- | ----- |
| 2003             | ЦСКА (Москва)          | 0         | 0         | 1     | 0     | 0       | 0       | 1     | 0     |
| 2004             | ЦСКА (Москва)          | 0         | 0         | 1     | 0     | 0       | 0       | 1     | 0     |
| 2005             | ЦСКА (Москва)          | 0         | 0         | 1     | 0     | 0       | 0       | 1     | 0     |
| 2006             | Спартак (НН)           | 14        | 1         | 1     | 0     | 0       | 0       | 15    | 1     |
| 2007/08          | Днепр (Днепропетровск) | 26        | 0         | 8     | 0     | 0       | 0       | 34    | 0     |
| 2008/09          | Днепр (Днепропетровск) | 22        | 2         | 0     | 0     | 0       | 0       | 22    | 2     |
| 2009/10          | Днепр (Днепропетровск) | 28        | 0         | 2     | 0     | 0       | 0       | 30    | 0     |
| 2010/11          | Днепр (Днепропетровск) | 23        | 0         | 4     | 0     | 4       | 0       | 31    | 0     |
| 2011/12          | Днепр (Днепропетровск) | 16        | 0         | 2     | 0     | 2       | 0       | 20    | 0     |
| 2012/13          | Днепр (Днепропетровск) | 10        | 1         | 2     | 0     | 5       | 0       | 17    | 1     |
| 2012/13          | Локомотив (Москва)     | 8         | 0         | 0     | 0     | 0       | 0       | 8     | 0     |
| 2013/14          | Локомотив (Москва)     | 24        | 1         | 1     | 0     | 0       | 0       | 25    | 1     |
| 2014/15          | Локомотив (Москва)     | 26        | 0         | 4     | 1     | 1       | 0       | 31    | 1     |
| 2015/16          | Локомотив (Москва)     | 29        | 0         | 2     | 0     | 7       | 0       | 38    | 0     |
| 2016/17          | Локомотив (Москва)     | 24        | 0         | 4     | 0     | 0       | 0       | 28    | 0     |
| 2017/18          | Локомотив (Москва)     | 9         | 0         | 0     | 0     | 2       | 0       | 11    | 0     |
| 2018/19          | Крылья Советов         | 17        | 0         | 1     | 0     | 0       | 0       | 18    | 0     |
| 2019/20          | Рубин                  | 8         | 0         | 1     | 0     | 0       | 0       | 9     | 0     |
| 2019/20          | Ротор                  | 2         | 0         | 0     | 0     | 0       | 0       | 2     | 0     |
| Всего за карьеру | Всего за карьеру       | 286       | 5         | 35    | 1     | 1       | 0       | 340   | 6     |